# Playa del Cabo
La playa del Cabo está en el concejo de Valdés , en el occidente del Principado de Asturias (España) y pertenece al pueblo de Busto. Forma parte de la Costa Occidental de Asturias y está enmarcada en el Paisaje protegido de la Costa Occidental de Asturias.

## Descripción
Su forma es lineal, tiene una longitud de unos 200 m y una anchura media de 30 m. El entorno es prácticamente virgen y una peligrosidad media. El lecho está formado por cantos rodados y muy pocas zonas de arenas gruesas y gruesas. La ocupación y urbanización son escasas.
Para acceder a la parte superior de los acantilados de la playa, no tiene acceso a pie, hay que llegar hasta el pueblo de Busto que está bajo el acantilado sobre el que está el faro Busto. Aunque no se pueda bajar hasta la playa, merece la pena acercarse a verla pues las vistas desde al acantilado son espectaculares.